# Dratow-Schloen
Dratow-Schloen est une commune d'Allemagne située dans l'arrondissement du Plateau des lacs mecklembourgeois, dans le Land de Mecklembourg-Poméranie-Occidentale.

## Histoire
La commune de Dratow-Schloen a été créée le 1er janvier 2012 à l'issue de la fusion des communes de Groß Dratow et Schloen.

## Quartiers
- Groß Dratow
- Klein Dratow
- Klockow
- Neu Schloen
- Oberschloen
- Schloen
- Schloener Kolonie
- Schwastorf